# 비블리아 헤브라이카
비블리아 헤브라이카(Biblia Hebraica)는 히브리어 성경을 뜻하는 라틴어 숙어이다.이 말은 전통적으로 타나크 인쇄판의 표제에 사용되었다.
현대의 학술적 용법으로는 루돌프 키텔이 편찬한 히브리어 성경의 12판을 가리키는 경우가 많다.
비브리아 히브리카(Kittel's Biblia Hebraica)의 첫 판은 1906년부터 1913년까지 등장했다.그 두 판의 차이는 경미하며, 제2판에서 오기 일람이 수정되었다.제2판은 수회에 걸쳐 인쇄되었다.두 버전 모두 1524년 베네치아 다니엘 봄버그에 의해 발행된 Mikraot Gedolot 히브리어 본문을 복사하였다.이 두 판에는 마소라 본문이 실려 있지 않지만 봄베르그판에는 그것이 실려 있다.
주요 특징은 각주에 히브리어 본문에 가능한 한 교정을 표하고 있다는 점이다.그 중 대부분은 사마리아 오경이나 70인역, 불가타, 페시타역 등 초기 성경번역을 토대로 이루어졌으며, 이와 유사한 교정이 이루어지고 있다.
제3판은 히브리어 본문과 완전히 개정된 각주 사이에 경미한 차이가 있었다.당초 그 책은 레닌그라드 사본의 본문을 복사한 것이었다.그 사본을 사용한다는 발상은 공동편찬자 Paul Kahle의 공적이었다.레닌그라드 사본에 충실하게 마소라 본문이 편집되지 않고 복제됐다.이 사본은 1929년부터 1937년까지 분책으로 등장했으며 1937년 처음으로 하나로 묶인 판으로 등장했다.이는 여러 차례 재쇄됐고 뒷판에는 사해문서 이사야서와 하박크서의 이문이 실렸다.1950년대에 중심적으로 판이 만들어졌다
비브리아 헤브라이카를 언급할 때는 통상 BH 또는 BHK(K는 키텔의 머리글자)라는 약호가 쓰인다.특정 판에 언급할 때에는 BH1~12라는 기호가 이용된다.